# استینسون ویژر
استینسون ویژر (به انگلیسی: Stinson_Voyager) یک هواگرد ملخ‌پیشین تک‌موتوره از نوع ترابری سبک ساخت شرکت Stinson Aircraft Company است. هواگرد استینسون ویژر نخستین پروازش را در ۱۹۳۹ میلادی انجام داد. در مجموع، تعداد ۲۷۷ فروند از این هواگرد ساخته شده‌است.